# 三原淳雄
三原 淳雄（みはら あつお、1937年2月14日 - 2011年2月8日）は、満洲国生まれ・大分県出身の経済評論家。

## 略歴
1955年、大分県立大分舞鶴高等学校卒業。1959年、九州大学経済学部卒業後、同年日興証券（株）に入社。
1970年、ノースウェスタン大学経営大学院留学(企業派遣) 、翌年スイス銀行チューリッヒ駐在。
1972年、日興証券ニューヨーク支店勤務を経て、1974年日興証券ロサンゼルス支店長に就任。
1976年、日興証券を退職後、三原淳雄事務所（（株）インパルス）を設立。経済評論家として活動を開始する。さらに、日本ファイナンシャル・プランナーズ協会特別顧問、社団法人日本商品投資販売業協会、東海東京調査センター理事にも就任。
1991年、社団法人日本証券業協会に設置された「有識者懇談会」1991年度の委員に任命される。
2004年、経済評論家として、国際政治、日本経済、FPの役割等についての講演・執筆活動のほか、テレビ東京系モーニングサテライト（月曜）、日経CNBC『三原×生島マーケットトーク』、インターネット放送「ストックボイス」に出演。
2011年2月8日、急性肺炎のため神奈川県茅ケ崎市の病院で死去。73歳没。

## 役職
- 株式会社インパルス 代表取締役
- 日本ファイナンシャル・プランナーズ協会 常務理事
- 社団法人日本商品投資販売業協会 理事
- 大阪経済大学 客員教授

## 著書
- アメリカを買いませんか(共著)（日刊工業新聞社、1979年）
- 誰も書かなかった香港（サンケイ出版、1979年）
- 小金持から大金持へ（太陽企画出版、1982年）
- 地下経済の生態(共著)（東洋経済新報社、1983年）
- 小金でできる海外投資（実業之日本社、1983年）
- 一京円革命―日本のおカネが世界をこう変える（徳間書店、1989年）
- 勝者の鉄則―市場は甦った（PHP研究所、1996年）
- 日本を救う最後の方法（ベストセラーズ、1998年）
- スーパー図解 パッと頭に入る株式投資 実日ビジネス（実業之日本社、2000年）
- おカネの神様に学ぶ個人投資家のすすめ(共著)（アスコム、2003年）
- 最新業界地図がまるごとわかる本（高橋書店、2004年・2005年）